# Саппада
Саппада (нім. Pladen або Bladen, бавар. Plodn на місцевому діалекті; фріул. Sapade, ладин. Sapada, італ. Sappada, вен. Sapada) — німецькомовна комуна в Італії, у регіоні Фріулі-Венеція-Джулія, провінція Удіне. До 22 листопада 2017 року знаходилася у регіоні Венето, провінція Беллуно.
Комуна Саппада (чи Плоден) розташована на відстані близько 520 км на північ від Рима, 130 км на північ від Венеції, 60 км на північний схід від Беллуно.
Населення — 1324 особи (2014).
Щорічний фестиваль відбувається 20 липня. Покровитель — Santa Margherita.

## Місцевий діалект

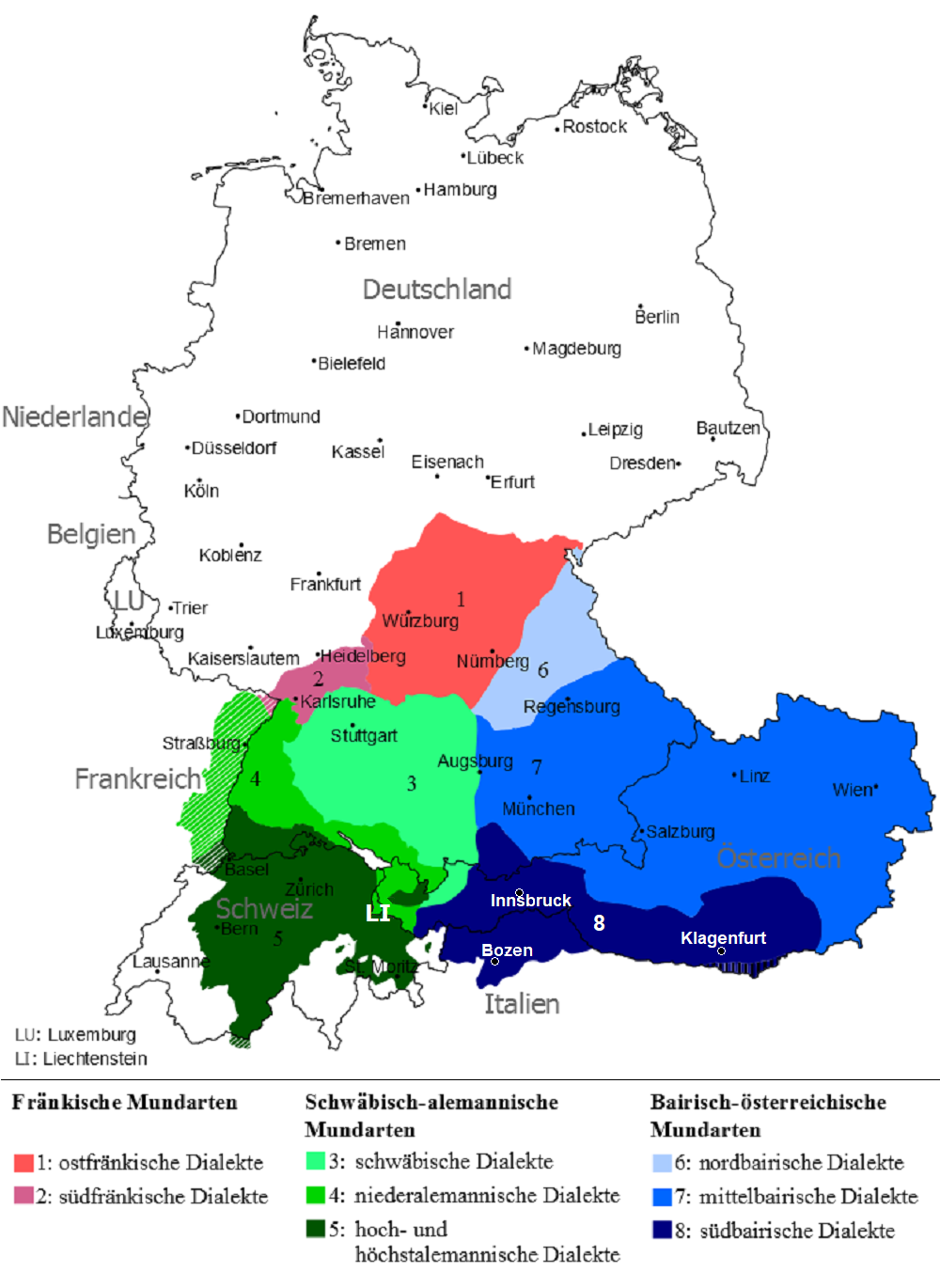
Діалекти баварської мови. В Італії поширений південнобаварський діалект, варіацією якого є плоденський.

Місцевий баварсько-тірольський діалект називається плоденським, Plodarisch, від plodarisch — плоденський, від бавар. Plodn — Саппада.
Італійська назва цього діалекта — Sappadino.

## Демографія
Населення за роками:

Станом на 1 січня 2023 року в муніципалітеті офіційно проживало 29 іноземців з 12 країн, серед них 10 громадян країн Євросоюзу та 10 громадян України.

## Персоналії
У Саппаді народився олімпійський чемпіон лижник П'єтро Піллер Коттрер.

## Сусідні муніципалітети
- Форні-Авольтрі
- Прато-Карніко
- Санто-Стефано-ді-Кадоре
- Віго-ді-Кадоре
- Лезакталь
- Унтертілліак

## Галерея зображень

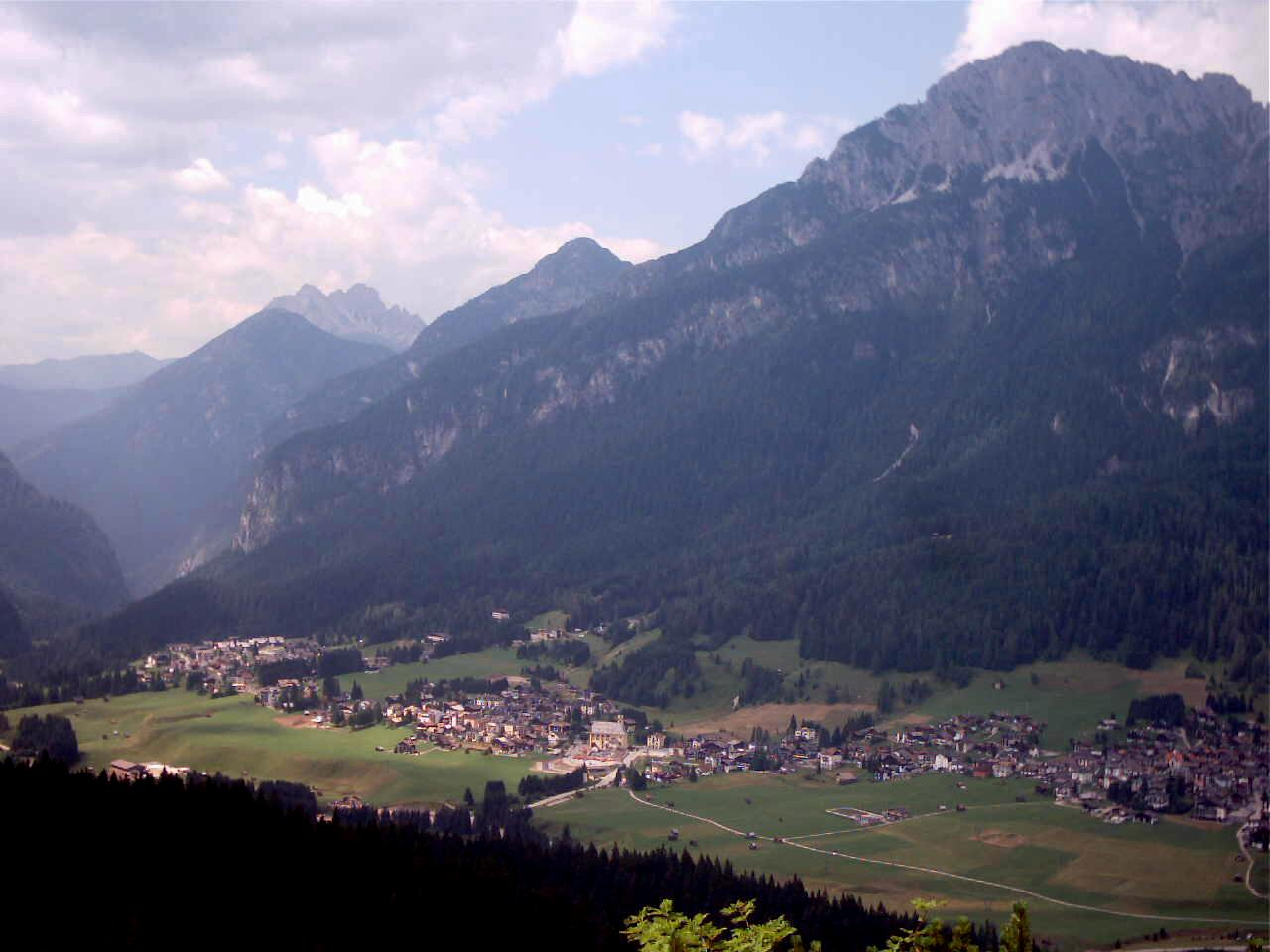
Місто Саппада згори
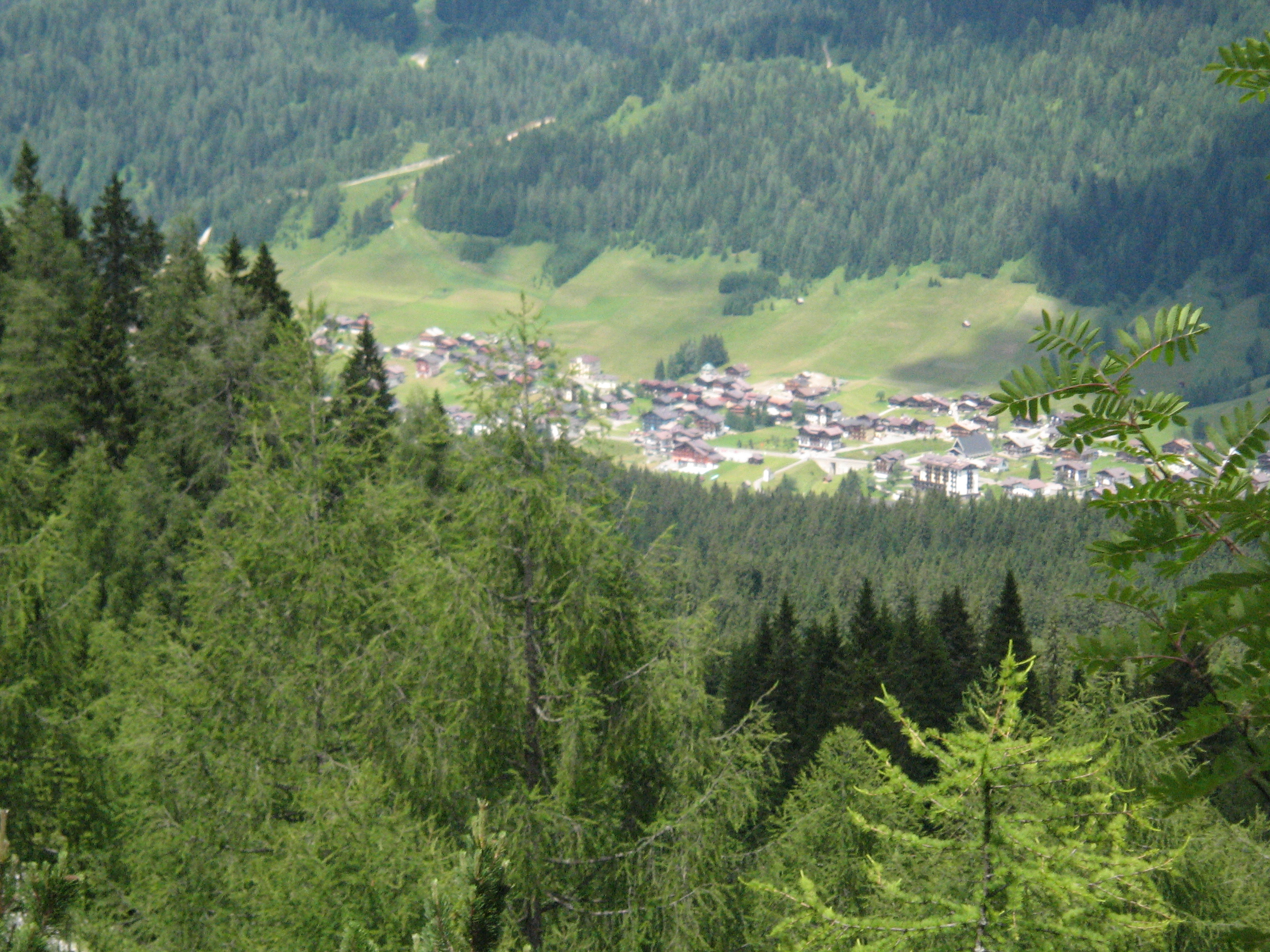
Містечка Краттен і Соравія
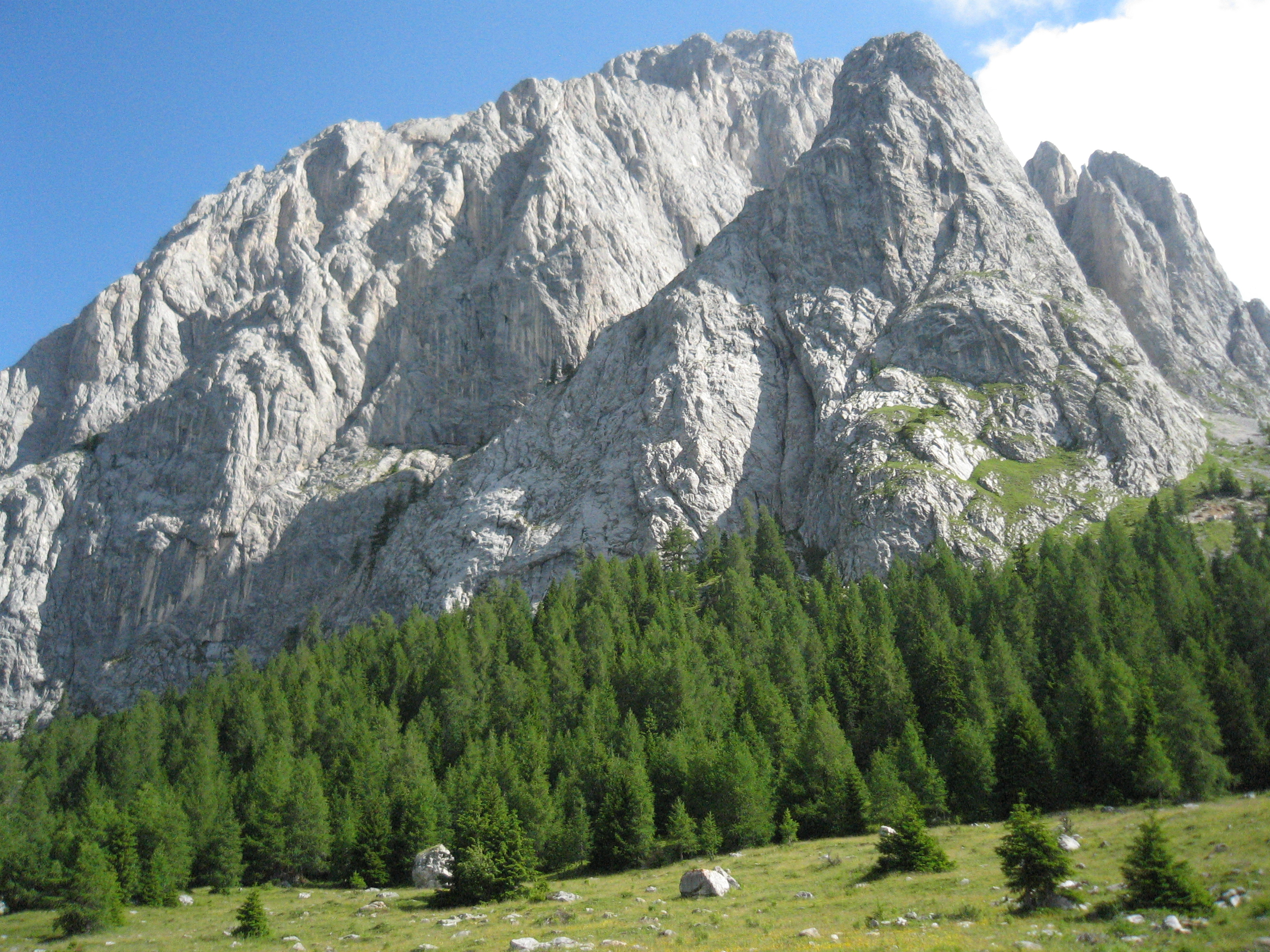
Гори Саппада
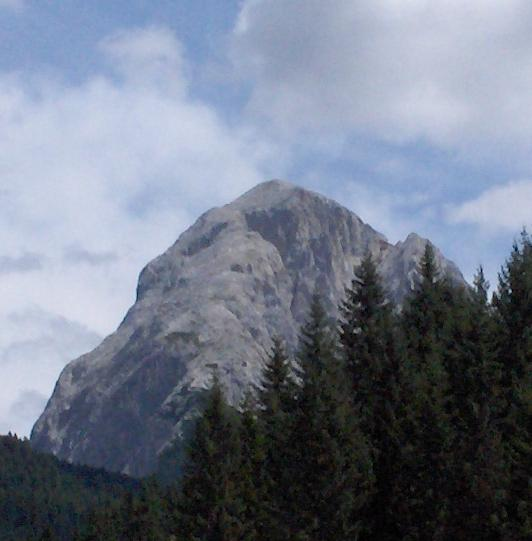
Гора Перальба
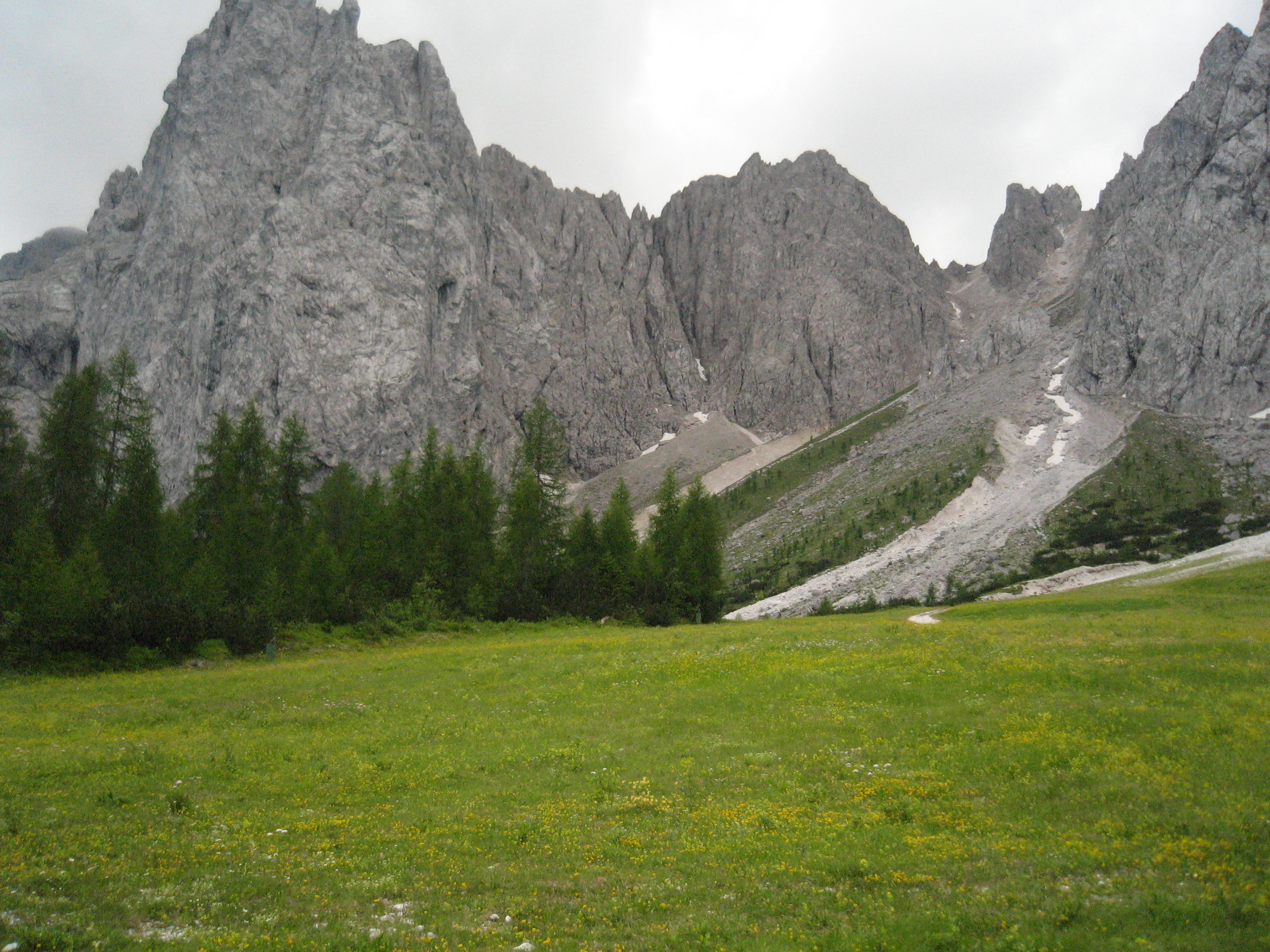
Гора Creta Forata[en] (дірчаста глина)
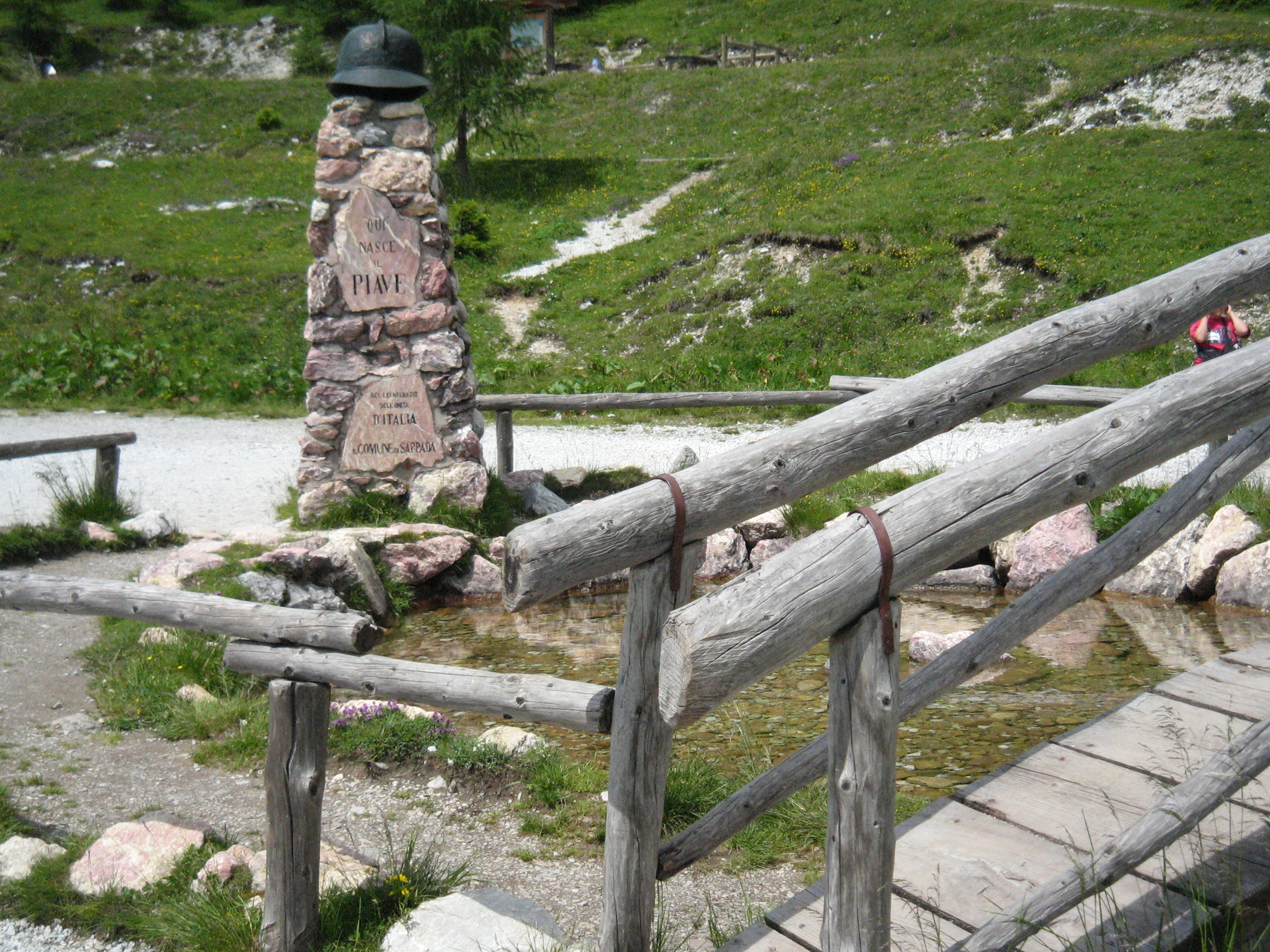
Quo nasce il Piave Де починається П'яве
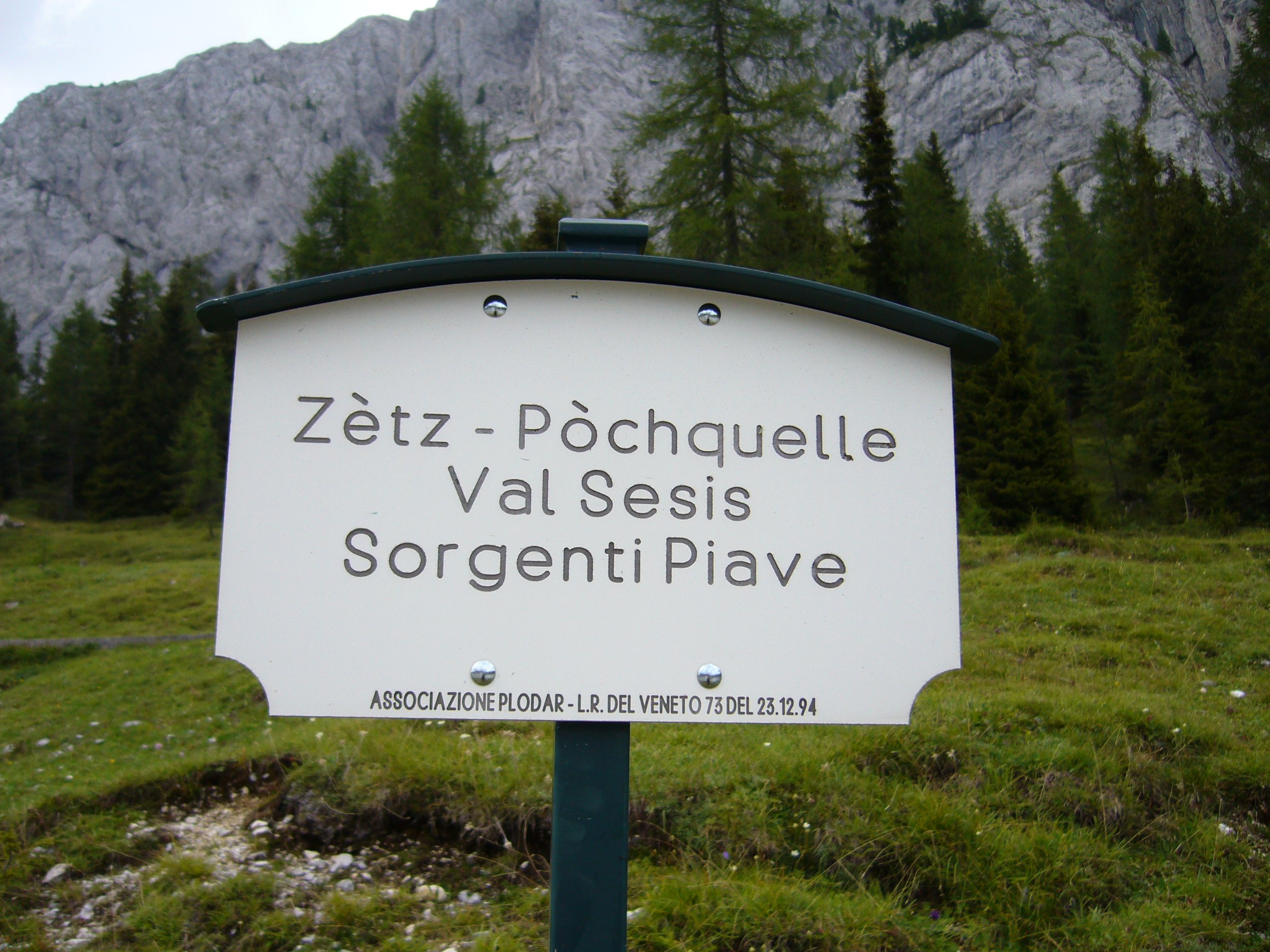
Знак — Val Sesis[it]. Джерело П'яви
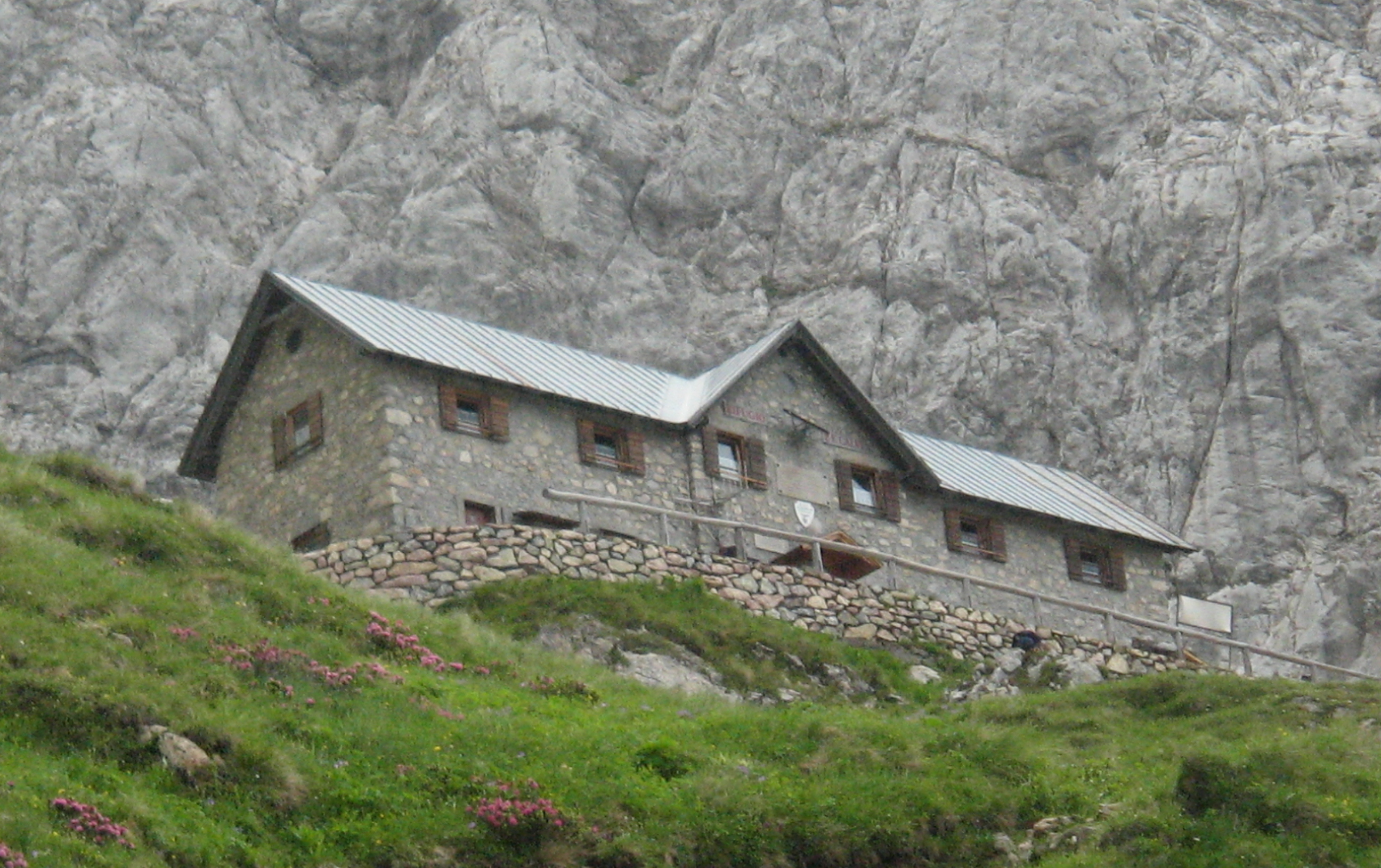
Гірський притулок Кальві[vec]
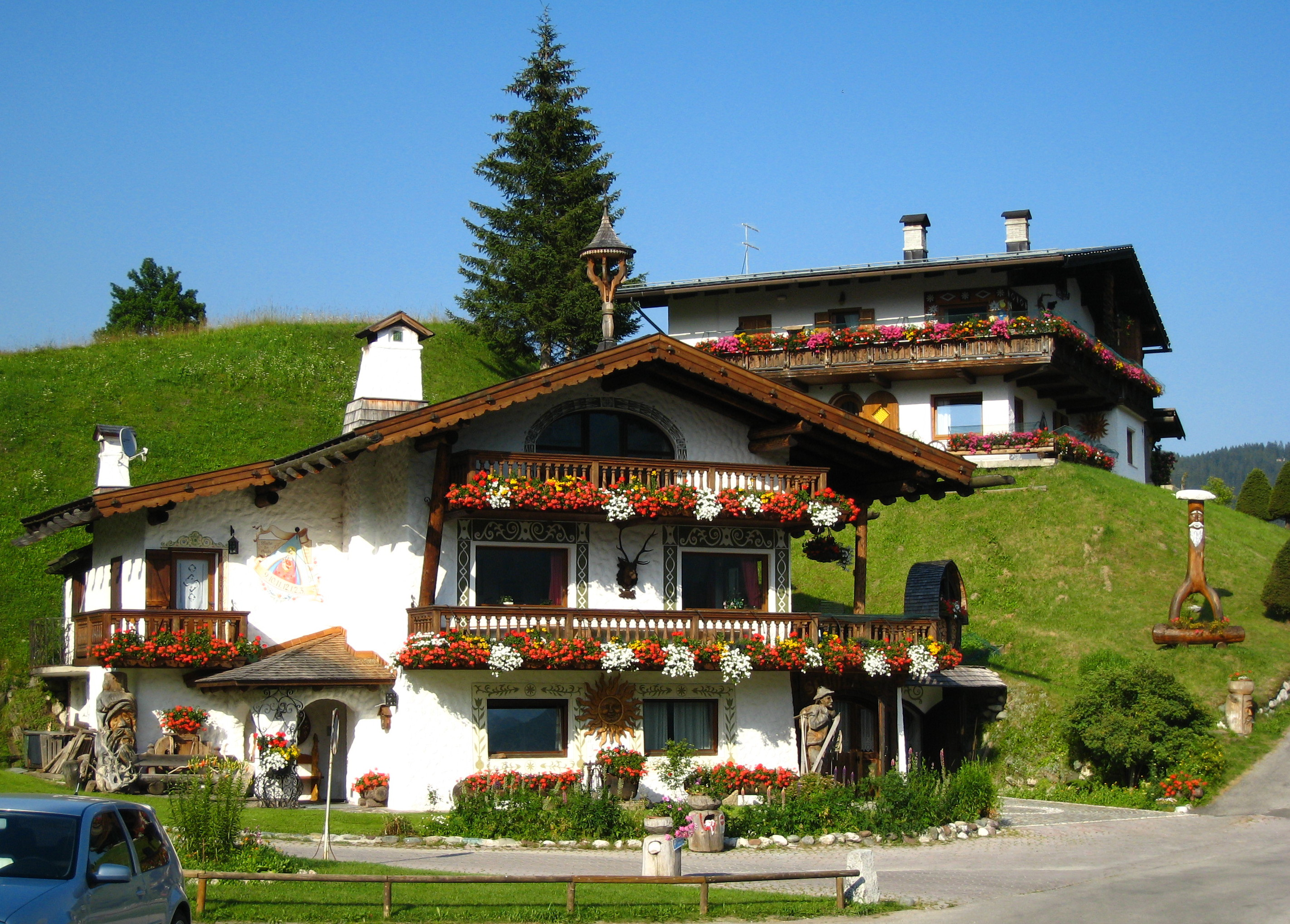
Будинок у Саппаді